# Chrétien de Troyes
Chrétien de Troyes, ook wel Chrestien de Troyes of Christiaan van Troyes (ca. 1135/1140-1190), was een Frans schrijver en dichter.

## Levensloop
Zoals bij veel schrijvers en kunstenaars uit die tijd ontbreken harde biografische gegevens. De informatie over zijn leven halen wij vooral uit de door hemzelf geschreven prologen bij zijn werken. In de proloog bij zijn eerste werk, Erec et Enide noemt hij zijn naam: Chrétien de Troyes.
Troyes was een belangrijk centrum in de Champagne, ten zuiden van Parijs. Hier bevond zich het hof van de kunstminnende Maria van Frankrijk, hertogin van Champagne, een dochter van Eleonora van Aquitanië In de proloog van zijn Lancelot-roman noemt hij “Mijn vrouwe van Champagne” zijn opdrachtgeefster.
Marie werd pas vrouwe van Champagne door haar huwelijk met Henri, de graaf van Champagne, in 1159. Dus pas daarna zal hij aan zijn roman begonnen zijn. Tussen 1160 en 1181 woonde hij in Troyes, waar hij als hofdichter in dienst was.
Na de dood van graaf Henri wees Maria in 1183 een huwelijksaanzoek af van de Vlaamse graaf Filips van de Elzas, die evenwel haar hofschrijver meenam. Zo kwam Chrétien de Troyes terecht in Gent. In de Sint-Pietersabdij schreef hij zijn graalroman, naar eigen zeggen op basis van een boek aangeleverd door graaf Filips. In de proloog van De Graal prijst Chrétien de graaf. Deze stierf tijdens de kruistochten bij het beleg van Akko in 1191. Daarvoor moet Chrétien dus al begonnen zijn met het schrijven van Het Verhaal van de Graal. Hij heeft dit verhaal nooit af kunnen maken, vermoedelijk omdat hij voor die tijd overleed.
Hij schreef vijf ridderromans rond het Arthurthema: 
- Erec et Enide
- Cligès
- Lancelot ou le chevalier de la charrette
- Yvain
- Perceval ou le Conte du Graal (onvoltooid).

Chrétien de Troyes heeft veel invloed gehad, vooral met zijn verhalen over Tristan en Isolde en over het verhaal van de Graal.
Van zijn 'Historie van koning Marc en de blonde Isolde' is niets bewaard gebleven behalve de titel. Wel zijn er daarna veel bewerkingen van dit verhaal gemaakt.
Zijn 'La conte del graal' is incompleet, maar was heel populair en kreeg ook veel navolgers. Al binnen 1 generatie waren al zijn versromans vertaald en bewerkt. De bekendste bewerking is die van Wolfram von Eschenbach met zijn Parzival.
Natuurlijk heeft Chrétien de Troyes zich bij zijn verhaal over de graal ook laten inspireren door anderen. Populair was in zijn tijd het genre van de verzonnen geschiedschrijving, met vooral de schrijver Geoffrey van Monmouth met zijn Historia Regum Britanniae (geschiedenis van de Britse koningen) en bij de Franse magister Wace. Bij hen haalde hij namen als Uther Pendragon, Igraine, Walewein en Sir Kay, maar ook de namen van kastelen als Tintagel, Logres en van het zwaard Excalibur. Bij magister Wace was voor het eerst sprake van de Ronde Tafel. Bij Chrétien komt overigens in zijn verhalen niet de tovenaar Merlijn voor, die later een belangrijke rol zal spelen in de Arthur-verhalen.

## Publicaties
- Chrétien de Troyes, Oeuvres complètes, tweetalige editie Oudfrans-Frans, ingeleid en toegelicht door Daniel Poirion, 1994, ISBN 9782070112760

### Nederlandse vertalingen
- De graal, metrische vertaling op rijm door Ard Posthuma, 2006, ISBN 9789025353360
- Parsival of de geschiedenis van de graal, vertaald in proza door Konrad M. Sandkühler en Lambert van Looij, 2004, ISBN 9789062380671
- Cligès. Een roman over liefde en list, vertaald in proza door René E.V. Stuip, 2003, ISBN 9789065506818
- Erec en Enide. Een roman van Chrétien de Troyes, vertaald door René E.V. Stuip, 2001, ISBN 9789065506504
- Lancelot of de ridder van de kar, Sander Berg, 2001, ISBN 9789025353254
- Ywein, de ridder met de leeuw, vertaald uit het Frans door Corine M.L. Kisling, 1994, ISBN 90-282-5021-2
- Lancelot. Arthurs ridder, Guineveres minnaar, vertaald uit het Oudfrans door Tony Meesdom en Marina Raeymaekers, 1982, ISBN 9789070530013
- Perceval of het verhaal van de Graal, vertaald door René E.V. Stuip, 1979, ISBN 9789027421203

- Bibsys: 90108824
- Biblioteca Nacional de Chile: 000082537
- Biblioteca Nacional de España: XX849893
- Bibliothèque nationale de France: cb11896805x (data)
- Catàleg d'autoritats de noms i títols de Catalunya: 981058521646006706
- CiNii: DA00709528
- Digitale Bibliotheek voor de Nederlandse Letteren: troy007
- Gemeinsame Normdatei: 118520547
- International Standard Name Identifier: 0000 0001 1773 5861
- Library of Congress Control Number: n79066724
- Nationale Bibliotheek van Letland: 000087658
- MusicBrainz: c64d1c3c-7a77-42ad-8f9c-6c77aa84bc29
- Bibliotheek van het Japanse parlement: 00620492
- Nationale Bibliotheek van Tsjechië: jn20000603122
- Nationale bibliotheek van Australië: 35028158
- Nationale Bibliotheek van Israël: 987007458402205171
- Nationale Bibliotheek van Polen: a0000001182794
- Nationale en Universitaire bibliotheek Zagreb: 000216781
- Nederlandse Thesaurus van Auteursnamen: 068860811
- Réseau des bibliothèques de Suisse occidentale: 02-A000036035
- Istituto Centrale per il Catalogo Unico: CFIV007805
- LIBRIS: 180291
- SNAC: w6br974m
- Système universitaire de documentation: 026788608
- Trove: 801544
- Virtual International Authority File: 87681171